# Lectisternium
Een lectisternium (mv.: lectisternia, van het Latijnse lectum sternere / "een bed spreiden"; στρωμναί / strômnaí (Dionysius van Halicarnassus, XII 9.)) was in de Romeinse godsdienst een offermaaltijd van de goden, waarbij hun beelden aanlagen, of - die van de godinnen - aanzaten.
Dit soort maaltijden werd op gezette tijden gehouden of als er een bijzondere aanleiding toe was, bijvoorbeeld om de goden om hulp te smeken in tijde van nood of om hen te danken als men meende dat ze hulp geboden hadden.
De Senatoren deden mee aan dergelijke maaltijden.

## Verder lezen
- A. Bouché-Leclercq, art. lectisternium, in M.C. Daremberg - E. Saglio (edd.), Le Dictionnaire des Antiquités Grecques et Romaines, III.2, Parijs, 1977, pp. 1006-1012.
- James Yates, art. lectisternium, in W. Smith (ed.), A Dictionary of Greek and Roman Antiquities, Londen, 1875, p. 673.
- ?, art. lectisternium, in Encyclopædia Britannica (191111), pp. 357-358.